# ناوهيرو تاكاهارا

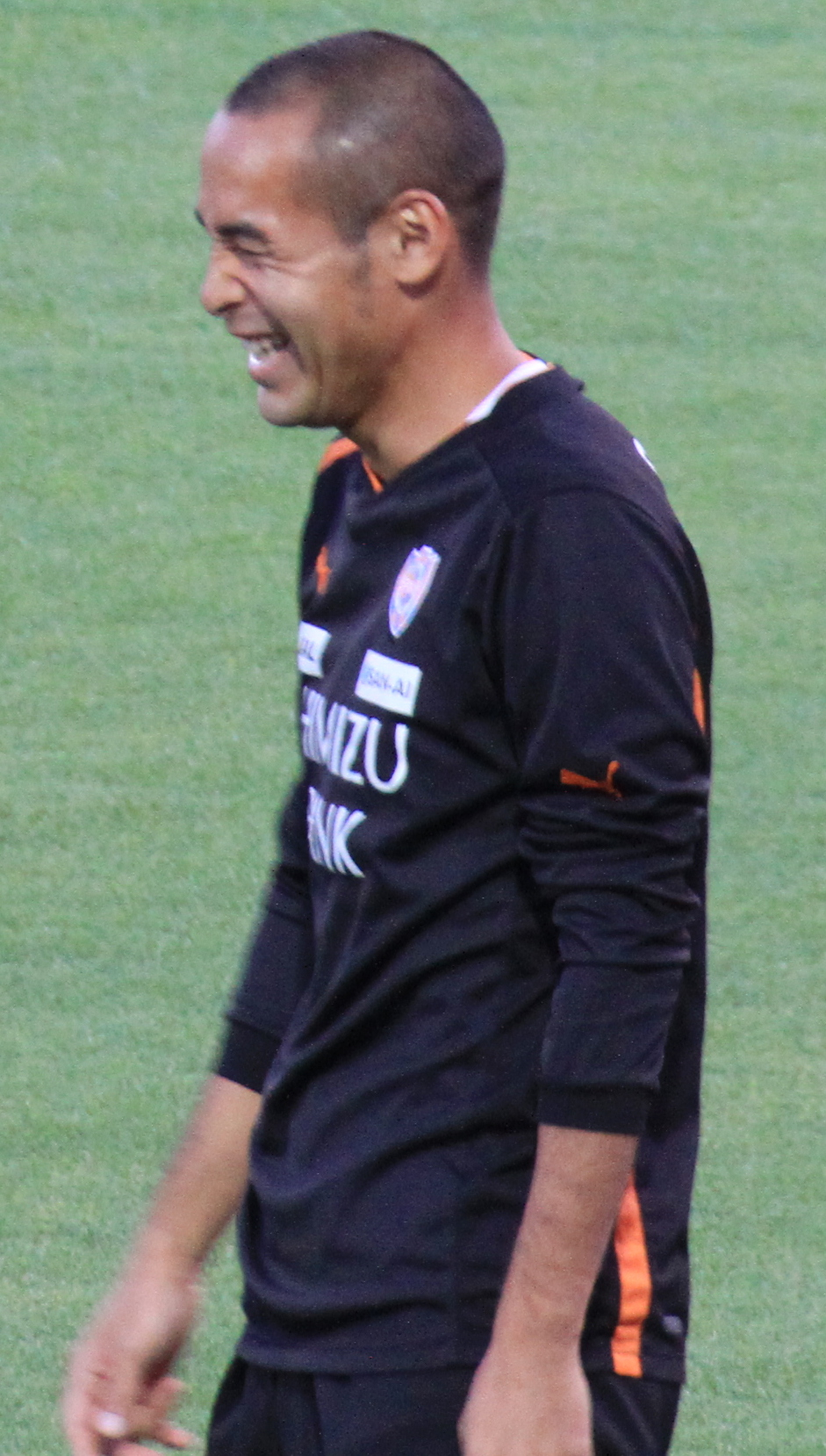
ناوهيرو تاكاهارا

ناوهيرو تاكاهارا، من مواليد 4 يونيو 1979 في ميشيما في اليابان، لاعب كرة قدم ياباني، ويلعب مع نادي إنتراخت فرانكفورت الألماني ومنتخب اليابان لكرة القدم.
بدأ تاكاهارا مسيرته الكروية مع نادي جوبيلو إيواتا الياباني في عام 1998، ولعب معهم حتى عام 2002، وقد شارك معهم في 105 مباريات وسجل 58 هدف، وفي موسم 2001/2002 أعير إلى نادي بوكا جونيورز الأرجنتيني ولعب معهم 6 مباريات وسجل هدف واحد، وفي عام 2002 انتقل إلى نادي هامبورغ الألماني، ولعب معهم حتى عام 2006، وقد شارك في تلك الفترة في 97 مباراة وسجل 13 هدف، وفي عام 2006 انتقل إلى نادي إنتراخت فرانكفورت، وفي 3 ديسمبر 2006 سجل أول هاتريك له في الملاعب الألمانية على نادي ألمانيا آخن.
بدأ تاكاهارا باللعب مع منتخب اليابان لكرة القدم في عام 2000، وقد شارك معهم في كأس العالم لكرة القدم 2006.

## كأس آسيا 2007
و قد سجل هدف منتخب اليابان لكرة القدم في مرمى منتخب قطر لكرة القدم، وسجل هدفين في مرمى منتخب الإمارات لكرة القدم، وقد سجل هدف في مرمى منتخب أستراليا لكرة القدم، وقد حصل على لقب هداف كأس آسيا 2007 مع ياسر القحطاني ويونس محمود برصيد 4 أهداف.

## روابط خارجية
- ناوهيرو تاكاهارا على موقع الاتحاد الدولي (مؤرشف)  (الإنجليزية)
- ناوهيرو تاكاهارا على موقع رابطة كرة القدم اليابانية للمحترفين (اليابانية)
- ناوهيرو تاكاهارا على موقع دوري كوريا الجنوبية (الإنجليزية)
- ناوهيرو تاكاهارا على موقع قاعدة بيانات كرة القدم.إي يو (الإنجليزية)
- ناوهيرو تاكاهارا على موقع بيانات كرة القدم. دي إي (الألمانية)
- ناوهيرو تاكاهارا على موقع ناشيونال فوتبول تيمز (الإنجليزية)
- ناوهيرو تاكاهارا على موقع Soccerway.com (الإنجليزية)
- ناوهيرو تاكاهارا على موقع عالم كرة القدم.نت (الإنجليزية)
- ناوهيرو تاكاهارا على موقع كووورة
- ناوهيرو تاكاهارا على موقع أوليمبيديا (الإنجليزية)